# Raamambtenaar
Een raamambtenaar is een bijnaam voor een ambtenaar die weinig werk verricht en weinig presteert. De term is ontleend aan het constant naar buiten kijken van verveling door een ambtenaar.
Typerende kenmerken voor het stigma raamambtenaar is de '9 tot 5 mentaliteit' (men doet niets buiten werktijd en is precies op tijd binnen en weer buiten), onder werktijd spelletjes spelen als patience, darten, maar ook simpelweg internetten en 'F-5'en' (bepaalde sites in de gaten houden en daarbij steeds op F5 drukken, waardoor de site vernieuwd wordt). Een bekend voorbeeld voor het stigma is ook het steeds koffie halen en daar lang over doen.
Uit onderzoek blijkt dat vier op de tien hogere ambtenaren iemand in hun werkomgeving kennen die ze bestempelen als raamambtenaar.